# Озерне (Краснополянський сільський округ)
Озе́рне (каз. Озерное) — село у складі Тайиншинського району Північноказахстанської області Казахстану. Входить до складу Краснополянський сільського округу, раніше було центром ліквідованої Озерної сільської ради.
Населення — 321 особа (2021; 511 у 2009, 605 у 1999, 642 у 1989).
Національний склад станом на 1989 рік:
- поляки — 64 %.